# Recurso compartilhado
Na computação [en], um recurso compartilhado ou um compartilhamento de rede, é um recurso de computador [en] disponibilizado, a partir de um host, para outros hosts em uma rede de computadores. É um dispositivo ou peça de informação em um computador que pode ser acessado, remotamente a partir de outro computador, de forma transparente como se fosse um recurso na máquina local. O compartilhamento de rede é possibilitado pela comunicação entre processos na rede.
Alguns exemplos de recursos compartilháveis são programas de computador, dados, dispositivos de armazenamento [en] e impressoras. Por exemplo, o acesso a arquivo compartilhado (também conhecido como compartilhamento de disco e compartilhamento de pasta), o acesso a impressora compartilhada, o acesso a scanner compartilhado, etc. O recurso compartilhado é chamado de disco compartilhado, pasta compartilhada ou documento compartilhado.
O termo compartilhamento de arquivos tradicionalmente significa acesso a arquivos compartilhados, especialmente no contexto de sistemas operacionais e serviços de rede de área local (R.Á.L.) e Intranet, por exemplo, na documentação do Windows da Microsoft. No entanto, como o BitTorrent e aplicativos semelhantes se tornaram disponíveis no início dos anos 2000, o termo compartilhamento de arquivos tornou-se cada vez mais associado ao compartilhamento de arquivos ponto a ponto através da Internet.

## Protocolos e sistemas de arquivos comuns
O acessos compartilhados a arquivos e impressoras requerem sistemas operacionais nos clientes que suportem os acessos aos recursos em servidores, sistemas operacionais nos servidores que suportem os acessos aos seus recursos a partir dos clientes, protocolos de compartilhamento de arquivos da camada de aplicações (nas quatro ou cinco camadas do modelo de referência do protocolo de controle de transmissão (P.C.T.) e do protocolo de Internet (P.I.) e protocolos da camada de transporte para fornecerem esses acessos compartilhados. Os sistemas operacionais modernos para computadores pessoais incluem sistemas de arquivos distribuídos que suportam compartilhamento de arquivos, enquanto dispositivos de computação portáteis às vezes requerem software adicional para acesso a arquivos compartilhados.
Os sistemas de arquivos e protocolos mais comuns são:
| Sistemas operacionais primários                                                                             | Protocolos de aplicação                                                                                                 | Protocolos de transporte |
| --- | --- | --- |
| - Sistemas operacionais do Mac [en]                                                                         | - Bloco de mensagem de servidor (B.M.S.) - Protocolo de arquivamento da Apple (P.A.A.)                                  | - Protocolo de controle de transmissão (P.C.T.) - Protocolo de datagrama do usuário (P.D.U) - AppleTalk |
| - Sistemas do tipo Unix                                                                                     | - Sistema de arquivos de rede (S.A.R.) - Bloco de mensagem de servidor (B.M.S.)                                         | - Protocolo de controle de transmissão (P.C.T.) - Protocolo de datagrama do usuário (P.D.U) |
| - Sistema operacional de disco da Microsoft (S.O.D. Ms.) - Windows                                          | - Bloco de mensagem de servidor (B.M.S.), também conhecido como - Sistema de arquivos de Internet comum (S.A.I.C.) [en] | - Protocolo de controle de transmissão (P.C.T.) - Sistema de entrada e saída básico de rede (S.E.S.B.R.) através do protocolo de controle de transmissão (P.C.T.) e do protocolo de Internet (P.I.) [en] (inclui o protocolo de datagrama do usuário (P.D.U) - Estruturas do sistema de entrada e saída básico de rede (S.E.S.B.R.) através do protocolo de controle de transmissão (P.C.T.) e do protocolo de Internet (P.I.) [en] - outros transportes do sistema de entrada e saída básico de rede (S.E.S.B.R.) através do protocolo de controle de transmissão (P.C.T.) e do protocolo de Internet (P.I.) |
| - NetWare da Novell (servidor) - Sistema operacional de disco da Microsoft (S.O.D. Ms.) - Windows (cliente) | - Protocolo principal do NetWare (P.P.N.) [en] - Protocolo de publicidade de serviços (P.P.S.) [en]                     | - Troca sequenciada de pacotes (T.S.P.) (através da troca de pacotes entre redes (T.P.R.)) - Protocolo de controle de transmissão (P.C.T.) |

Na coluna "sistemas operacionais primários" estão os sistemas operacionais nos quais os protocolos de compartilhamento de arquivos em questão são mais comumente usados.
No Windows da Microsoft, um compartilhamento de rede é fornecido pelo componente de rede do Windows "Compartilhamento de arquivos e impressoras para redes Microsoft", usando o protocolo de bloco de mensagem de servidor (B.M.S.) da Microsoft. Outros sistemas operacionais também podem implementar esse protocolo; por exemplo, o Samba é um servidor, que utiliza o bloco de mensagem de servidor (B.M.S.), executado em sistemas operacionais do tipo Unix e alguns outros sistemas operacionais que não são Sistema operacional de disco da Microsoft (S.O.D. Ms.)/Windows, como o Sistema de memória virtual aberto (S.M.V. aberto). O Samba pode ser usado para criar compartilhamentos de rede que podem ser acessados, usando o bloco de mensagem de servidor (B.M.S.), a partir de computadores executando o Windows da Microsoft. Uma abordagem alternativa é um sistema de arquivos de disco compartilhado [en], onde cada computador tem acesso ao sistema de arquivos "nativo" em uma unidade de disco compartilhada.
O acesso a recursos compartilhados também pode ser implementado com Autoria e versionamento distribuídos baseado na Web (A.V.D.Web.).

## Convenção de nomenclatura e mapeamento
Os compartilhamentos podem ser acessados por computadores clientes por meio de alguma convenção de nomenclatura, como a convenção de nomenclatura universal/uniforme (C.N.U.) usada em computadores pessoais (C.P. com Sistema operacional de disco (S.O.D.) e Windows. Isso implica que um compartilhamento de rede pode ser endereçado de acordo com o seguinte:
\\Nome do computador servidor\Nome do compartilhamento
onde Nome do computador servidor é o nome no Serviço de nomes na Internet do Windows (S.N.I.W.) [en], ou o nome no Sistema de nomes de domínio (S.N.D.), ou o endereço de protocolo de Internet (P.I.) do computador servidor e Nome do compartilhamento pode ser uma pasta ou nome de arquivo ou seu caminho. A pasta compartilhada também pode receber um Nome de compartilhamento diferente do nome local da pasta no lado do servidor. Por exemplo, \\Nome do computador servidor\c$ geralmente denota uma unidade com a letra de unidade C: em uma máquina Windows.
Uma unidade ou pasta compartilhada geralmente é mapeada no computador pessoal (C.P.) cliente, o que significa que recebe uma letra de unidade [en] no computador  pessoal (C.P.) local. Por exemplo, a letra da unidade H: normalmente é usada para o diretório inicial do usuário em um servidor de arquivos central.

## Questões de segurança
Um compartilhamento de rede pode se tornar uma deficiência de segurança quando o acesso aos arquivos compartilhados é obtido (muitas vezes por meios tortuosos) por aqueles que não deveriam ter acesso a eles. Muitos vermes de computador se espalharam por meio de compartilhamentos de rede. Os compartilhamentos de rede consumiriam ampla capacidade de comunicação no acesso à rede sem banda larga. Por causa disso, o acesso compartilhado a impressoras e arquivos é normalmente proibido em firewalls de computadores fora da rede de área local (R.Á.L.) ou da Intranet corporativa. No entanto, por meio de redes privadas virtuais (R.P.V.), os recursos compartilhados podem ser disponibilizados com segurança para usuários certificados fora da rede local.
Um compartilhamento de rede normalmente é disponibilizado para outros usuários marcando qualquer pasta ou arquivo como compartilhado ou alterando as permissões do sistema de arquivos ou os direitos de acesso nas propriedades da pasta. Por exemplo, um arquivo ou pasta pode ser acessível apenas a um usuário (o proprietário), aos administradores do sistema, a um determinado grupo de usuários ou ao público, ou seja, a todos os usuários com sessões iniciadas. O procedimento exato varia de acordo com a plataforma.
Nas edições de sistemas operacionais para residências e pequenos escritórios, pode haver uma pasta pré-compartilhada especial acessível a todos os usuários com uma conta de usuário e senha no computador local. O acesso, à pasta pré-compartilhada a partir da rede, pode ser ativado. Na versão em inglês do sistema operacional Windows XP home edition, a pasta pré-compartilhada é denominada Shared documents (Documentos compartilhados), normalmente com o caminho C:\Documents and Settings\All users\Shared documents. No Windows Vista e no Windows 7, a pasta pré-compartilhada é denominada Public documents (Documentos públicos), geralmente com o caminho C:\Users\Public\Public documents.

## Topologia de grupo de trabalho ou servidor centralizado
Em redes domésticas e de pequenos escritórios, uma abordagem descentralizada [en] é frequentemente usada, onde cada usuário pode disponibilizar suas pastas e impressoras locais para os outros. Às vezes, essa abordagem é designada como topologia de rede de grupo de trabalho [en] ou ponto a ponto, pois o mesmo computador pode ser usado como cliente e também como servidor.
Em grandes redes corporativas, normalmente são usados servidores de arquivos ou servidores de impressão centralizados, às vezes denominado paradigma cliente-servidor. Os processos clientes nos computadores locais dos usuários tomam a iniciativa de iniciar as comunicações, enquanto os processos servidores nos servidores de arquivos ou nos computadores remotos dos servidores de impressão esperam passivamente pelas solicitações para iniciarem as sessões de comunicação.
Em redes muito grandes, as abordagens de redes de áreas de armazenamento (R.Á.A.) podem ser usadas.
O armazenamento online em um servidor fora da rede local é atualmente uma opção, especialmente para redes domésticas e de pequenos escritórios.

## Comparação com a transferência de arquivos
O acesso a arquivos compartilhados não deve ser confundido com a transferência de arquivos usando o protocolo de transferência de arquivos (P.T.A.) ou o protocolo de troca de objetos (Tr.Ob.) através da associação de dados infravermelha (A.D.Iv.) Bluetooth. O acesso compartilhado envolve a sincronização automática de informações de pasta sempre que uma pasta é alterada no servidor e pode fornecer pesquisa de arquivo do lado do servidor, enquanto a transferência de arquivo é um serviço mais rudimentar.
O acesso a arquivos compartilhados é normalmente considerado como um serviço de rede área local (R.Á.L.), enquanto o protocolo de transferência de arquivos (P.T.A.) é um serviço de Internet.
O acesso a arquivos compartilhados é transparente para o usuário, como se fosse um recurso no sistema de arquivos local e oferece suporte a um ambiente multiusuário. Isso inclui o controle de simultaneidade [en] ou o bloqueio [en] de um arquivo remoto, enquanto um usuário o está editando, e permissões do sistema de arquivos.

## Comparação com a sincronização de arquivos
O acesso a arquivos compartilhados envolve, mas não deve ser confundido com a sincronização de arquivos [en] e a sincronização de outras informações. A sincronização de informações com base na Internet pode, por exemplo, usar a linguagem Linguagem de marcação de sincronização (L.M.Sinc.). O acesso a arquivos compartilhados é baseado no envio de informações de pasta pelo lado do servidor e normalmente é usado em um soquete de Internet "sempre ligado". A sincronização de arquivos permite que o usuário fique desligado  de tempos em tempos e normalmente é baseada em um software de agente que pesquisa as máquinas sincronizadas na reconexão e, às vezes, repetidamente com um determinado intervalo de tempo, para descobrir diferenças. Os sistemas operacionais modernos geralmente incluem um cache local de arquivos remotos, permitindo acesso desligado  e sincronização quando reconectados.